# Psyklopedin
Psyklopedin (engelska: Uncyclopedia) är en flerspråkig wiki som är utformad som en parodi på Wikipedia. Webbplatsen startades i januari 2005 som en vidareutveckling av engelskspråkiga Wikipedias informationssida ”Bad Jokes and Other Deleted Nonsense” 